# Ramessés II
Ramessés II ou Ramsés II, também conhecido pela titulatura helenizada Osimandias (em grego:  Ὀσυμανδύας), foi o terceiro faraó da XIX dinastia egípcia, uma das dinastias que compõem o Império Novo. Reinou entre aproximadamente 1279 a.C. e 1213 a.C., tendo tido um dos mais prestigiosos reinados da história egípcia, nos aspetos econômico, administrativo, cultural e militar. Teve também um dos mais longos reinados da história egípcia, governando a nação por 66 anos. Houve 11 soberanos com o nome Ramessés no reino do Egito, mas somente a ele foi atribuído o epíteto de "o Grande".
Durante sua juventude, o príncipe Ramessés foi treinado no exército, o que mais tarde faria com que o mesmo se tornasse um reconhecido líder militar. Com a idade de 24 anos, Ramessés II ascendeu ao trono. Na primeira instância de seu reinado, esteve focado em manobras militares, proporcionou aos exércitos maior importância, sendo bem treinados e melhor tratados, como também foram feitas construções de fortificações nas fronteiras egípcias que ajudavam na movimentação das tropas e garantia segurança e proteção ao Egito. Além das conquistas militares, o que também fez com que Ramessés II fosse conhecido como “o Grande” foi a prosperidade de seu reinado onde, por exemplo, houve a construção de enormes templos.
Sua múmia, preservada no Museu Egípcio no Cairo, é a de um homem já idoso com um rosto longo e estreito, nariz proeminente e maxilar maciço. O reinado de conquistas e prosperidades de Ramessés II, o Grande, foi o último pico de poder do reino egípcio. Após sua morte o Egito conseguiu manter sua soberania. Ele foi um líder notável, exímio militar e administrador competente e fez com que o país fosse próspero em seu reinado. Alguns de seus feitos, no entanto, certamente devem ser levados para o seu estilo de publicidade, seu nome e seus registros de batalhas que foram encontrados em todo o Egito e na Núbia.

## Vida familiar

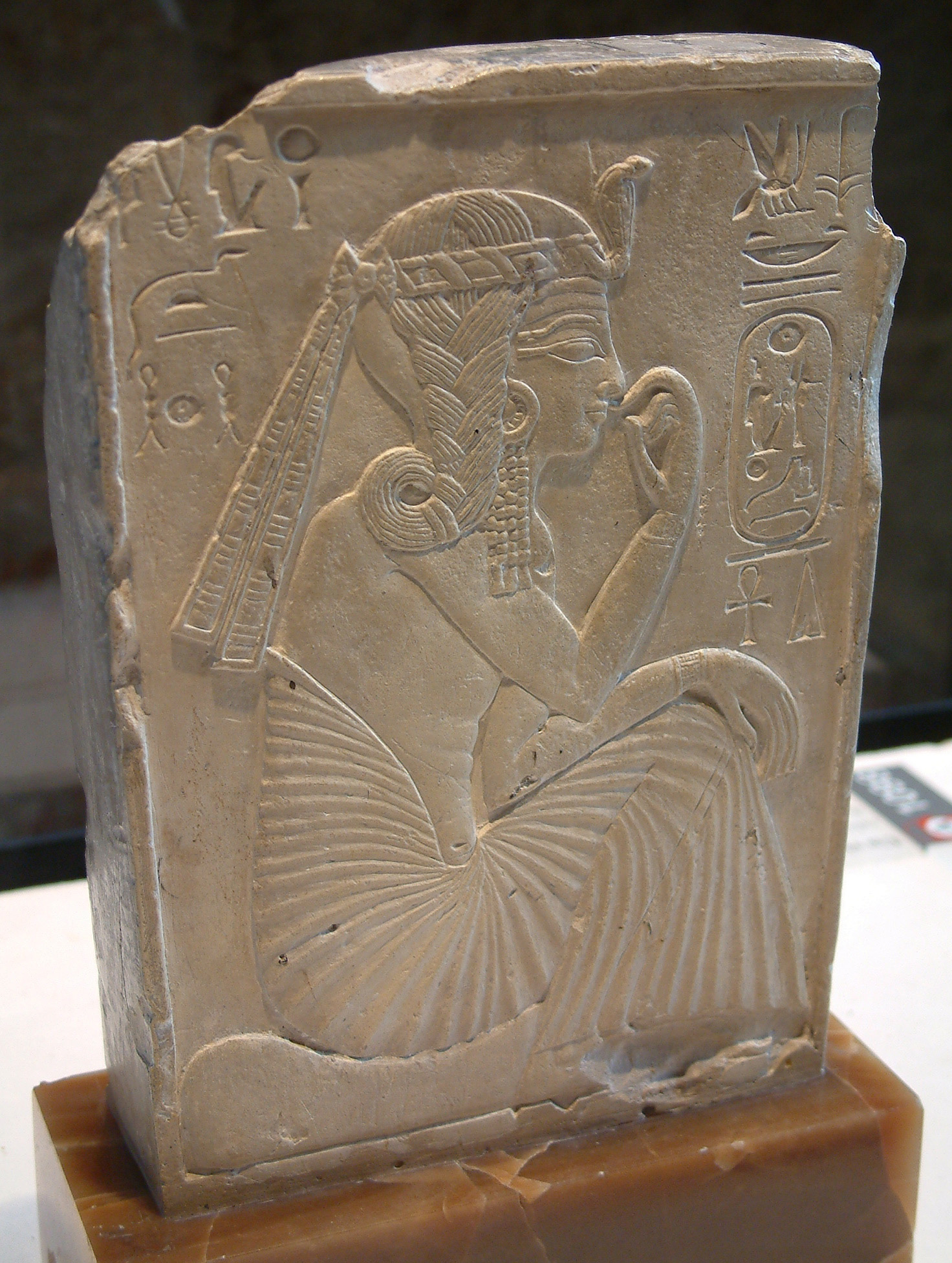
Representação de Ramessés enquanto criança

Filho do faraó Seti I e da rainha Tuia. O seu avô, Ramessés I, era um general de Horemebe, o último rei da XVIII dinastia, que o nomeou seu sucessor.
Aos dez anos, Ramessés recebeu o título de "filho primogénito do rei", o que correspondia a ser declarado herdeiro do trono. Seu pai introduziu-o no mundo das campanhas militares quando era ainda adolescente e Ramessés acompanhou-o contra os líbios e em campanhas em Canaã e Sinai.

### Esposas e filhos
Julga-se que pelo menos dez anos antes da morte do pai, Ramessés já era casado com Nefertari e Iseteneferte. A primeira seria a mais importante e célebre das várias esposas que Ramessés teve na sua vida, tendo sido a grande esposa real até sua morte, no ano 24 do reinado de Ramessés. Nefertari, que possui o túmulo mais famoso do Vale das Rainhas, deu à luz o primeiro filho de Ramessés, Amenófis, conhecendo-se pelo menos mais três filhos e duas filhas de ambos. As pesquisas documentam seis filhos com Nefertari.
Iseteneferte é menos conhecida que Nefertari, estando sua presença melhor atestada no Baixo Egito. Com ela Ramessés teve um filho que partilhava o seu nome, para além dos príncipes Caemuassete e Merneptá . Caemuasete foi sumo sacerdote de Ptá na cidade de Mênfis e foi responsável pela organização das festas de Sede, celebradas em honra do pai. A festa de Sede celebrava-se em geral no trigésimo aniversário de reinado do faraó e visava simbolicamente regenerar o seu poder; sabe-se que Ramessés celebrou catorze festas deste tipo, a primeira no ano 30, as seguintes num intervalo de cerca de três anos e no final da sua vida celebrou várias praticamente a cada ano. Khaemuaset era um amante de antiguidades e dedicou-se a mandar restaurar vários edifícios. Foi também responsável por mandar construir galerias subterrâneas em Sacará, onde eram sepultados os bois de Ápis.
Ramessés foi também casado com sua irmã mais nova Henutemiré (segundo alguns autores seria sua filha em vez de irmã) e com três das suas filhas, Meritamom, Bentanate e Nebetetaui. Após a paz com os hititas, Ramessés recebeu uma filha do rei Hatusil III como presente.  Com ela casou no ano 34 do seu reinado. Seu nome hitita é desconhecido, mas sabe-se que adoptou o nome egípcio de Maatorneferuré. Sete anos depois desse casamento, esposou outra princesa hitita, sobre a qual nada se sabe.

## Campanhas militares

### Batalha de Cades

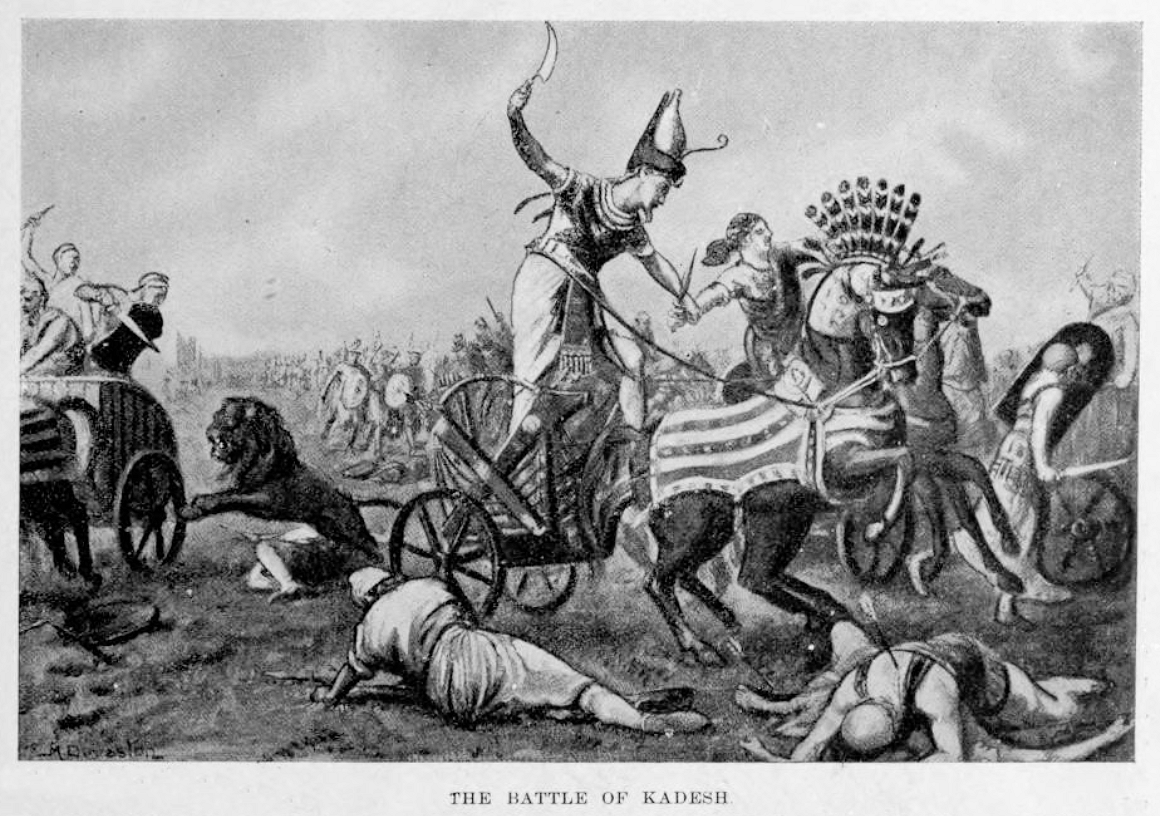
A Batalha de Cades, que mostra um faraó (provavelmente Ramessés) lutando com soldados adversários. Obra de Patrick Gray, criada em 1900.

Ramessés sucedeu ao pai em 1279 ou 1 278 a.C. No plano internacional os hititas, que viviam no que é hoje a Turquia, surgem como rivais do império egípcio no corredor sírio-cananeu.
No ano 4 do seu reinado, Ramessés conduz uma expedição militar exploratória que alcança a Fenícia. No rio Cão, perto da moderna Beirute, manda erguer um estela, cujo texto é hoje ilegível.
No ano seguinte inicia-se a guerra propriamente dita com os hititas. Ramessés atravessa a fronteira egípcia em Sila e um mês depois chega aos arredores da cidade de Cades, perto do rio Oronte, com o objectivo de expulsar os hititas do norte da Síria.
O exército egípcio estava dividido em quatro unidades, que receberam o nome de um deus da mitologia egípcia: Amom, Rá, Ptá e Seti. O exército aguardou nos arredores de Cades, desejoso por cercar a cidade. Dois hititas que se apresentam como desertores (mas que na realidade eram espias) enganam os egípcios, afirmando que os hititas ainda estão bem longe de Cades. Ramessés decide então avançar com a unidade Amom que lidera, desconhecendo que os hititas estavam escondidos a leste de Cadexe. Subitamente, a unidade Amom é cercada pelos hititas.
Segundo o relato egípcio, o "Poema de Cades" gravado nas paredes dos templos de Carnaque, Luxor, Abidos, Abul-Simbel e no Ramesseum, Ramessés foi abandonado pelos soldados e, sozinho na sua carruagem, fica frente a frente dos hititas. O rei, desolado por ter sido abandonado, faz uma prece a Amom, lamentando-se por seu destino. Amom escuta sua prece e Ramessés transforma-se em guerreiro todo-poderoso que enfrenta completamente sozinho os hititas.
A realidade, porém, encontra-se distante desse relato irreal ao serviço da propaganda faraónica. Julga-se que os egípcios foram obrigados a recuar, não tendo tomado Cadexe, mas os reforços chegaram a tempo de o salvar.

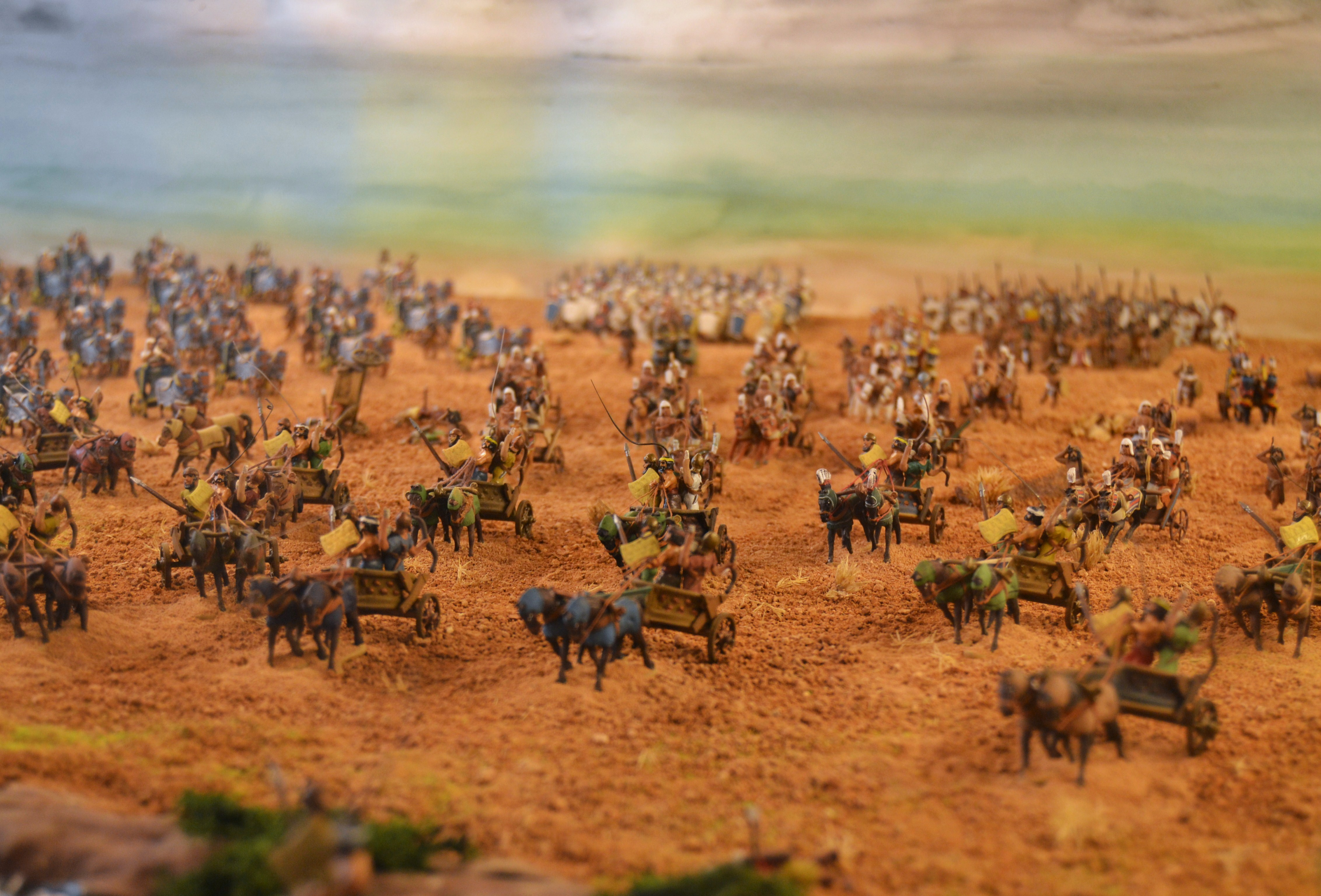
Montagem da Batalha de Cades no Museu Ibérico.

Nos próximos anos do reinado continuam os combates com os hititas na Síria e Palestina. No ano 16 do reinado de Ramessés, Mursil III, filho mais novo de Muatal II, foi deposto pelo seu tio Hatusil III. Após várias tentativas de recuperar o trono, Mursili foge para o Egito. Hatusil III exigiu a sua deportação imediata, mas como essa foi recusada por Ramessés, os hititas mantinham mais um motivo para continuar com sua hostilidade.
No ano 21 do reinado de Ramessés, um tratado de paz procurou terminar o conflito. Esse tratado é conhecido nas suas duas versões, a hitita, escrita em tabuinhas de argila em cuneiforme babilónio e encontrada em Bogazcói, e a egípcia, gravada em duas estelas em Tebas. As razões para o tratado estariam relacionadas não só com a não resolução do conflito, mas também com o receio que gerava a ascensão da Assíria. Nos termos do tratado os dois impérios prometem ajudar-se em caso de agressão externa e dividem zonas de influência: Canaã e Sinai ficam sob domínio egípcio e a Síria, para os hititas.

## Monumentos

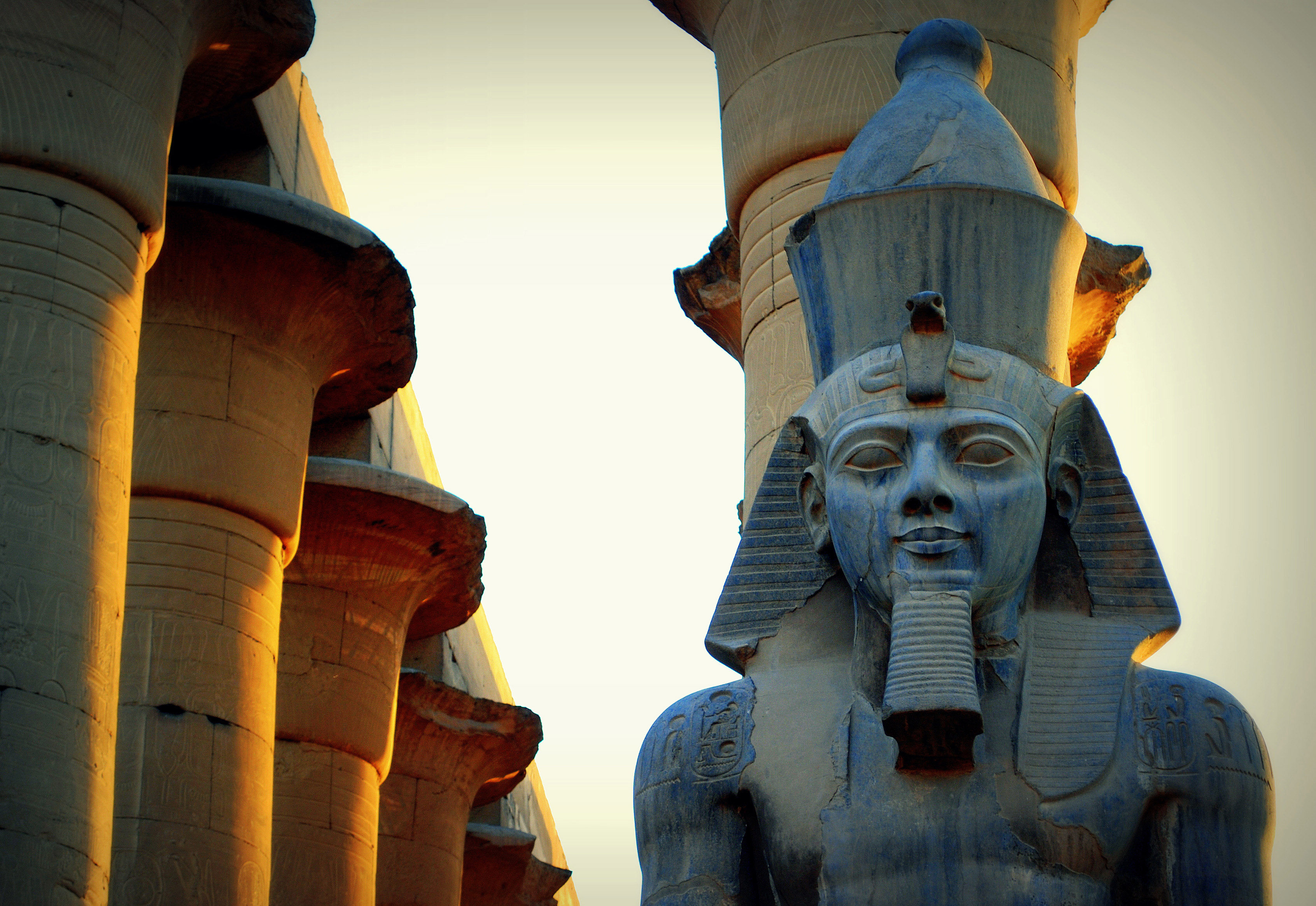
Estátua de Ramessés II no Templo de Luxor.

Ramessés é o faraó que deixou o maior legado em termos de monumentos. O soberano apropriou-se de obras de faraós do passado (incluindo dos faraós do Império Antigo, mas sobretudo do faraó Amenófis III), que apresentou como suas, mandou concluir edifícios e lançou as suas próprias obras. Entre as obras concluídas por Ramessés II encontram-se a sala hipostila do templo de Carnaque em Tebas e o templo funerário do seu pai em Abidos.
Foi também Ramessés um dos responsáveis pela destruição dos templos da cidade de Amarna, que eram os últimos vestígios da era de Aquenáton, faraó que pretendia fazer de Aton a divindade suprema. Os blocos de pedra destas estruturas foram reutilizados na cidade de Hermópolis Magna, situada na margem oposta de Amarna.

### Pi-Ramessés
Pi-Ramessés ou Per-Ramessés foi a capital do Egito durante o reinado de Ramessés e até o fim da XX dinastia. Não foi descoberta, até o momento, a localização exata da cidade, mas sabe-se que era na região oriental do Delta.[carece de fontes?]
A cidade foi erguida sobre uma aglomeração fundada por Seti I, no começo do reinado de Ramessés. Para lá, são transferidos obeliscos e nela se erguem templos dedicados às principais divindades egípcias, como Amom, Rá e Ptá. Dois séculos depois. as suas estátuas e obeliscos da cidade foram transferidas para Tânis, a nova capital da XXI dinastia.[carece de fontes?]
As razões que explicam esta mudança de capital são as raízes familiares do faraó na região do Delta, para além da sua localização estar mais próxima do principal centro de intervenção militar desta época, a Síria Palestina, que separava o Egito dos hititas.[carece de fontes?]

### Templos na Núbia

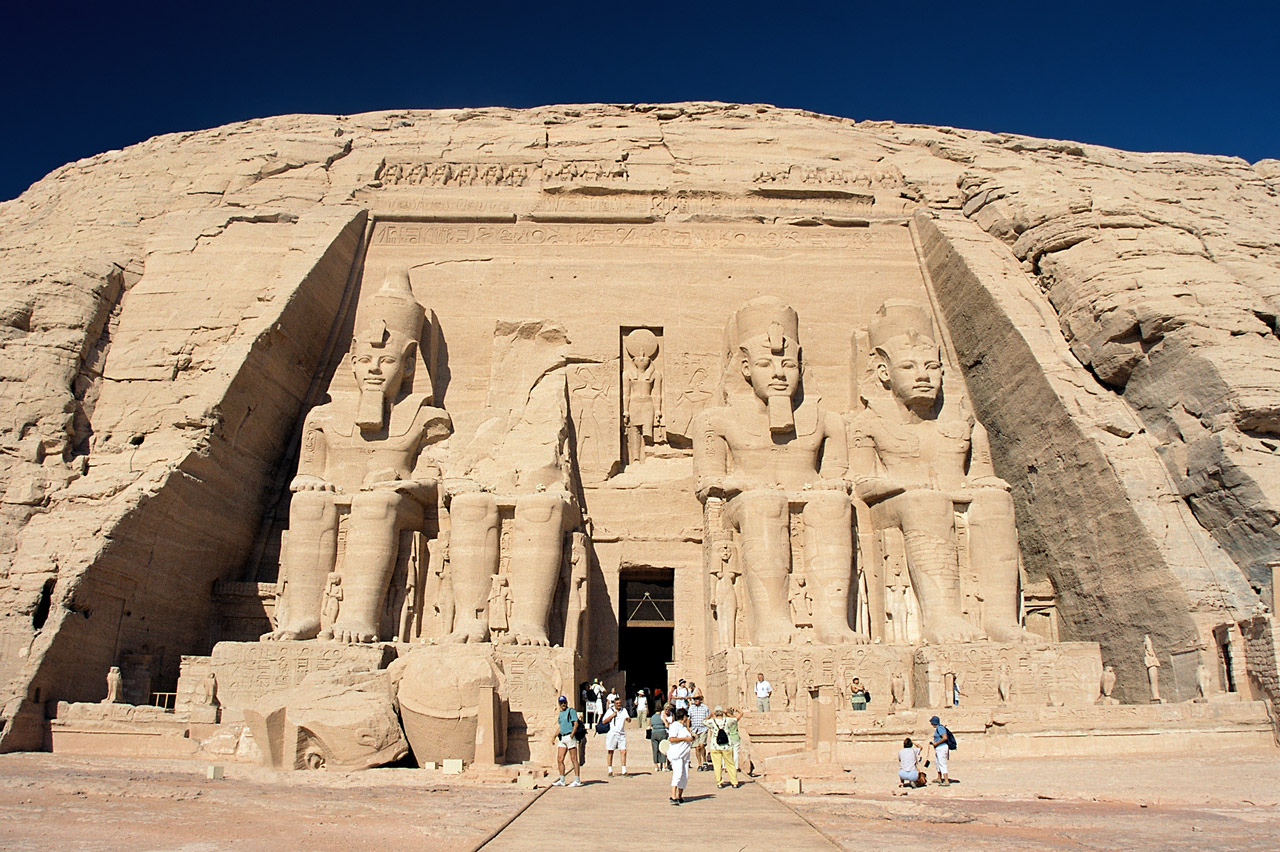
Grande templo de Abul-Simbel

Na Núbia, Ramessés mandou construir vários templos. Dois dos mais famosos, escavados na rocha, encontram-se em Abul-Simbel, perto da segunda catarata do Nilo.
O maior destes dois templos (Grande Templo ou Templo de Ramessés) penetra sessenta metros na rocha. É dedicado a Ramessés, associado a Amom-Rá, Ptá e Rá-Haraqueti). Possui na entrada quatro estátuas de Ramessés com mais de 20 metros de altura, que o retratam em diferentes fases da sua vida. Passada a entrada do templo encontra-se uma sala hipostila onde se acham oito estátuas de Osíris. A versão egípcia da Batalha de Cadexe está representada no templo. O segundo templo (Pequeno Templo), a norte do Grande Templo, é dedicado a Nefertari (associada a Hator). Na sua fachada encontram-se quatro estátuas de Ramessés e duas de Nefertari.

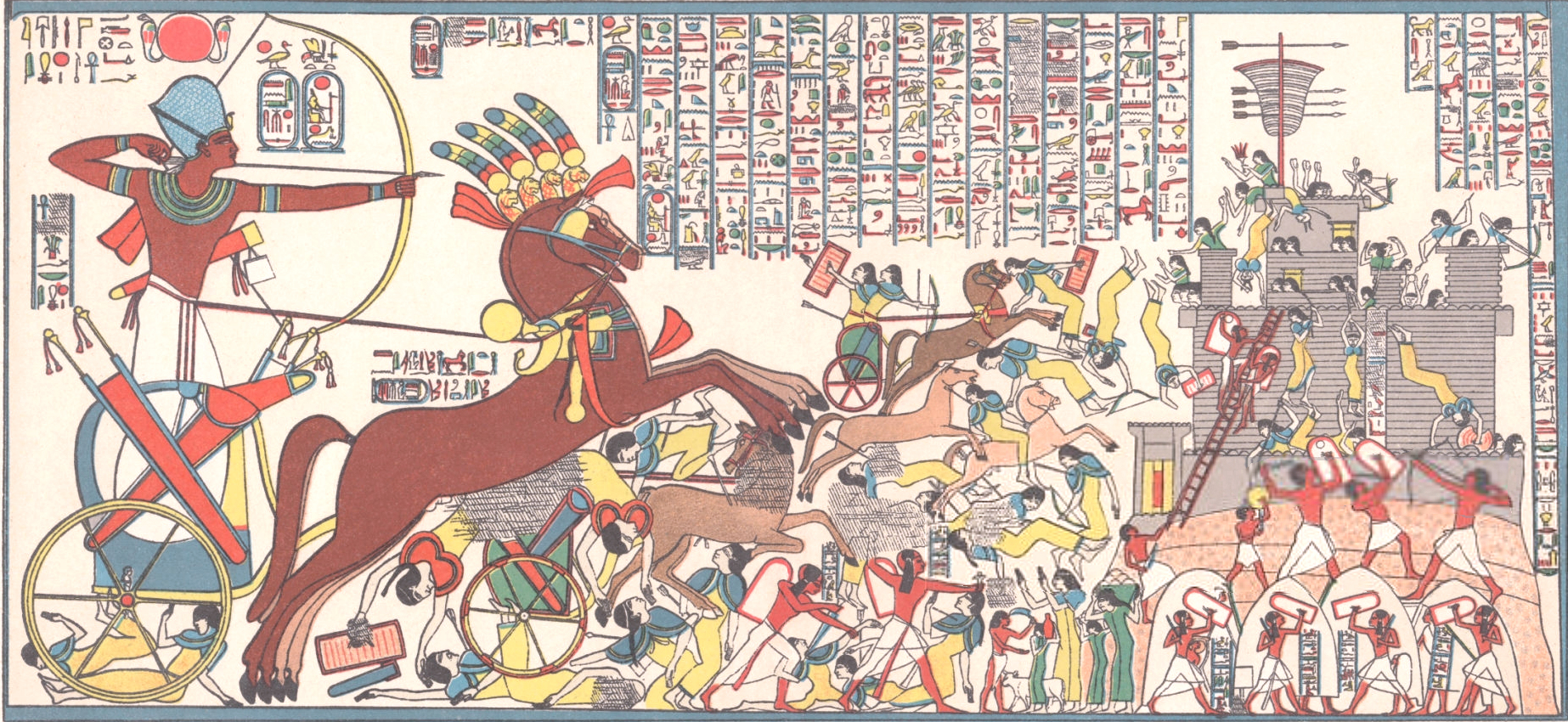
Ramsés II sitiando o povo hitita em Dapur.

Em 2013, durante escavações a leste do Grande Templo, uma equipe de arqueólogos egípcios e alemães descobriu uma estátua de Ramessés II, no templo da deusa Bastet, com 1,95 m de altura e 1,60 m de largura, de granito vermelho. Na parte traseira da figura, há hieróglifos com o nome de Ramessés II. O templo de Bastet está localizado na colina de Bubástis, um dos sítios arqueológicos mais antigos do país, a cerca de 85 km a noroeste do Cairo, onde foram descobertos objetos que datam da IV dinastia (de 2630 a 2 500 a.C.). Além da estátua de Ramessés II, os arqueólogos encontraram a estátua de um alto funcionário do governo egípcio do período da dinastia XIX, com 35 cm de altura, feita de arenito.
Abul-Simbel permaneceu soterrada pelas areias do deserto até 1812, ano em que foi descoberta por Jean-Louis Burckhardt. A construção da grande barragem de Assuão alterou o nível das águas do Nilo, razão pela qual os templos foram desmontados, cortados em 1036 blocos e montados num local mais alto entre os anos de 1964 e 1968, numa campanha internacional promovida pela UNESCO.
Em Uádi Sebua, Ramessés mandou construir um novo templo dedicado a Ré e a si próprio. Na direção dos trabalhos esteve Setau, vice-rei da Núbia, que recrutou homens das tribos locais para a construção. No mesmo local Ramessés ordenou a reconstrução de um templo erguido por Amenófis III que fora danificado durante a era de Amarna.

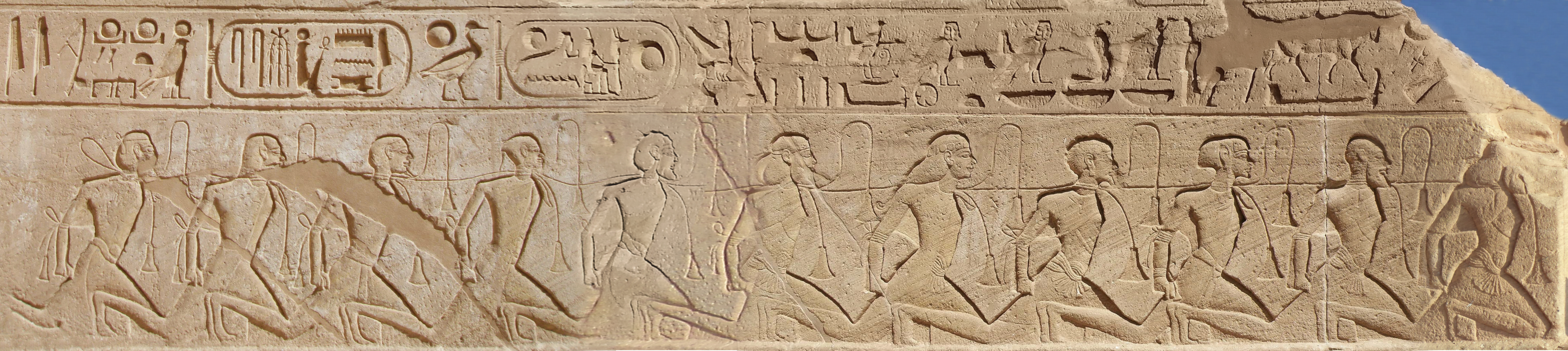
Prisioneiros da Ásia Ocidental de Ramessés II em Abul-Simbel.

### Ramesseum

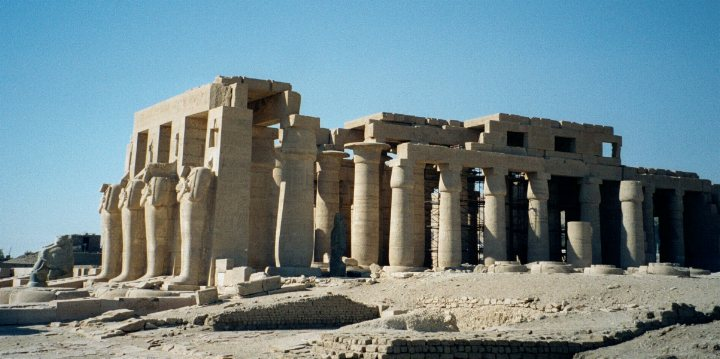
Sala hipostila do Ramesseum

O templo funerário de Ramessés é conhecido como o Ramesseum. Situado na margem ocidental de Tebas estava dedicado ao deus Amom e ao próprio faraó, encontrando-se hoje num estado bastante deteriorado. O templo era famoso pela estátua colossal de Ramessés em posição sentada (da qual apenas restam fragmentos). Nas paredes do templo foram representados eventos como a Batalha de Cades e a celebração da festa do deus Mim, assim como uma procissão dos numerosos filhos do faraó. No local foi descoberto um papiro que continha a obra literária O Camponês Eloquente e textos de carácter médico.

## Morte

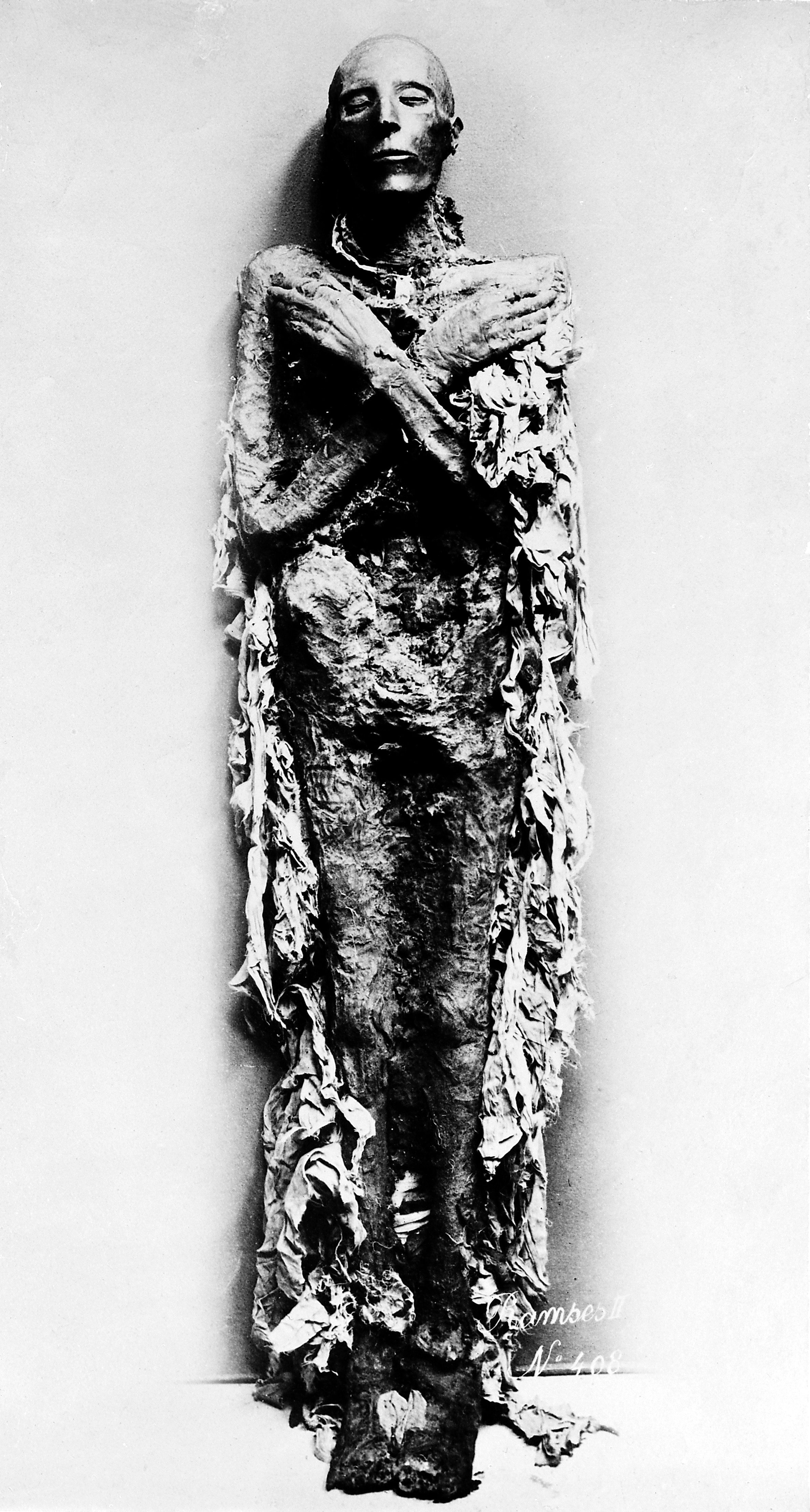
Corpo mumificado de Ramessés II encontrado no Vale dos Reis.

Ramessés faleceu no ano 67 do seu reinado, quando já teria mais de noventa anos. O Egito conseguiu continuar a exercer controle sobre Canaã e Sinai até a parte final da XIX dinastia.
O túmulo de Ramessés foi construído no Vale dos Reis (KV7), necrópole de eleição dos faraós do Império Novo, tendo sido preparado pelo seu vizir do sul, Pasar. Embora seja maior que o túmulo do seu pai, o túmulo não é tão ricamente decorado e encontra-se hoje danificado. Do seu espólio funerário restam poucos objetos, que estão espalhados por vários museus do mundo.
A múmia do faraó foi encontrada num túmulo coletivo de Deir Elbari no ano de 1881. Em 1885 a mesma foi colocada no Museu Egípcio do Cairo, onde permanece até hoje.

## Viagem a Paris
Em 1974, egiptólogos visitando sua tumba perceberam que as condições de sua múmia estavam rapidamente se deteriorando, pelo que foi levada de avião a Paris para estudos.
Em 1976, a múmia foi finalmente recebida no Aeroporto de Paris-Le Bourget com todas as honrarias militares cabidas a um rei. Fez parte de uma exposição dedicada ao faraó e onde foi sujeita a análises com raios X. Na capital francesa uma equipe composta por cento e dez cientistas foi responsável por tentar descobrir as razões pelas quais a múmia se degradava progressivamente. Os cientistas atribuíram esta degradação à ação de um cogumelo, o Daedela biennis, que foi destruído com uma irradiação de gama de cobalto 60. As análises revelaram que Ramessés sofria de doença dentária e óssea.

## Faraó do Êxodo no Cinema

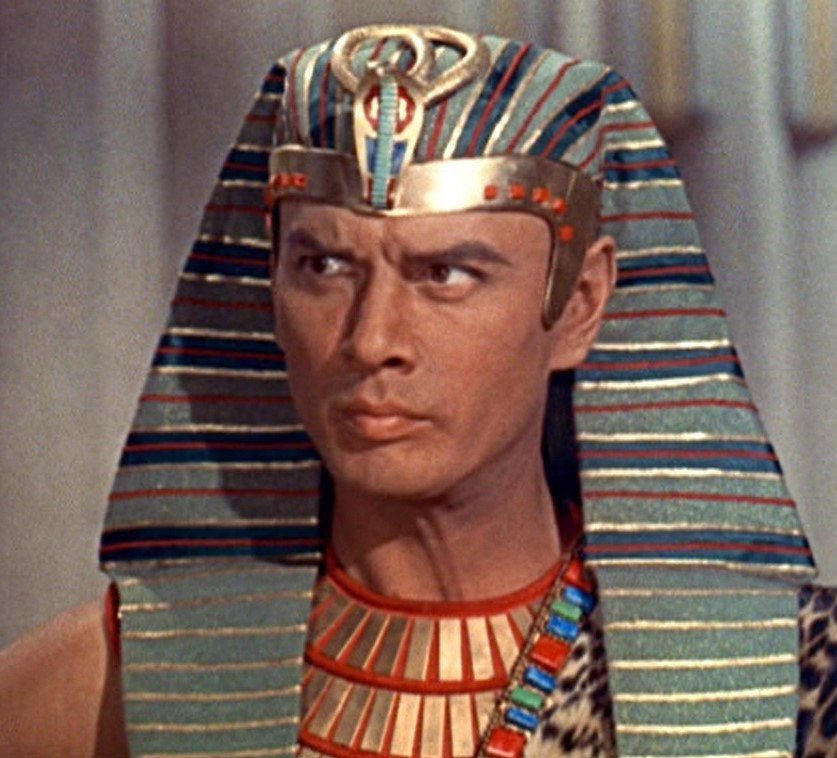
Yul Brynner como Ramessés II, em uma cena do filme Os Dez Mandamentos (1956)

Outra curiosidade a respeito dele é que, como é o faraó mais conhecido, Hollywood e outras produções cinematográficas usaram o nome dele para representar o Faraó do Êxodo em suas histórias sobre o livro homônimo da Bíblia.[carece de fontes?] Um dos complicadores do problema é que há basicamente duas datas propostas para o Êxodo, uma anterior, por volta do ano 1445 a.C., e uma posterior, por volta de 1290 a.C.
A primeira data considera literalmente a declaração em I Reis 6:1 de que o Êxodo do Egito ocorreu 480 anos antes de Salomão começar a construir o Templo em Jerusalém. Isso ocorreu no quarto ano de seu reinado, por volta de 960 a.C.; portanto, o Êxodo dataria de cerca de 1440 a.C. Assim, de acordo com essa hipótese o faraó mais considerado como o do Êxodo é Tutemés III, o que coloca a chegada dos hebreus no Egito no período dos governantes hicsos, que também eram semitas.
Esta conclusão, entretanto, está em desacordo com a maioria das evidências arqueológicas e mesmo bíblicas. As cidades-celeiros de Pitom e Pi-Ramessés, construídas, de acordo com o Livro do Êxodo, pelos hebreus para o faraó, localizavam-se na parte nordeste do delta do Nilo, não muito longe de Gósen, distrito onde, de acordo com o livro do Êxodo, supostamente viviam os escravos hebreus (que não seriam exatamente todo um povo, mas sim um grupo pequeno). No contexto do Colapso da Idade do Bronze, um pequeno grupo de escravos hebreus, ou vários grupos individuais, podem ter fugido e encontrado abrigo entre os israelitas, na época um povo tribal de pastores. Por serem grupos pequenos, não deixariam rastros arqueológicos. Além de que está implícito em toda a história que o palácio e a capital do faraó estavam na área, mas Tutemés III (o faraó em 1440) tinha sua capital em Tebas, bem ao sul, e nunca conduziu grandes operações de construção na região do delta. Além disso, Edom e Moabe, reinos localizados na atual Jordânia que forçaram Moisés a circular a leste deles, ainda não estavam estabelecidos e organizados. Finalmente, como as escavações mostraram, a destruição das cidades que os hebreus afirmavam ter capturado ocorreu por volta de 1250 d.C., não 1 400 a.C.
Visto que a tradição acredita que o espaço de tempo entre Moisés e Salomão seja de cerca de 12 gerações, a referência a 480 anos é provavelmente um comentário editorial ou cálculo feito pelo autor do Livro de Reis permitindo 40 anos para cada geração. Visto que uma geração real é de cerca de 25 anos, a data mais provável para o Êxodo, segundo essa hipótese, é de cerca de 1260 a.C. Se isso for verdade, então o faraó opressor mencionado em Êxodo (1: 2–2: 23) foi Seti I (r. 1290–1279 a.C.), e o faraó durante o Êxodo foi Ramessés II (r. 1279–1213 a.C.). Resumindo, Moisés provavelmente nasceu no final do século XIV a.C. e o Êxodo ocorreu no contexto histórico do Colapso da Idade do Bronze.

## Titulatura
Como se fazia no Antigo Egito, Ramessés tinha uma série de nomes que compunham a sua titulatura. Ramessés é o seu nome de nascimento e significa "nascido de Rá" ou "filho de Rá". O seu prenome, isto é, o nome que este assumiu quando se tornou faraó foi Usermaet-rá Setepenrá, o que é traduzido como "Poderosa é a justiça de Rá - Escolhido por Rá".
| G39 | N5 · Z1 |

| G39 | N5 · Z1 |

|                      |                |         |     |     |     |
| \| \| \| \| \| \| \| |                |         |     |     |     |
|                      |                |         |     |     |     |
| M17                  | Y5 · N35 · N36 | N5 · Z1 | F31 | S29 | M23 |

| M17 | Y5 · N35 · N36 | N5 · Z1 | F31 | S29 | M23 |

|                      |                |         |     |     |     |
| \| \| \| \| \| \| \| |                |         |     |     |     |
|                      |                |         |     |     |     |
| M17                  | Y5 · N35 · N36 | N5 · Z1 | F31 | S29 | M23 |

| M17 | Y5 · N35 · N36 | N5 · Z1 | F31 | S29 | M23 |

|                      |                |         |     |     |     |
| \| \| \| \| \| \| \| |                |         |     |     |     |
|                      |                |         |     |     |     |
| M17                  | Y5 · N35 · N36 | N5 · Z1 | F31 | S29 | M23 |

| M17 | Y5 · N35 · N36 | N5 · Z1 | F31 | S29 | M23 |

|                      |                |         |     |     |     |
| \| \| \| \| \| \| \| |                |         |     |     |     |
|                      |                |         |     |     |     |
| M17                  | Y5 · N35 · N36 | N5 · Z1 | F31 | S29 | M23 |

| M17 | Y5 · N35 · N36 | N5 · Z1 | F31 | S29 | M23 |

| M23 · X1 | L2 · X1 |

| M23 · X1 | L2 · X1 |

|                |     |     |                |
| \| \| \| \| \| |     |     |                |
|                |     |     |                |
| N5             | F12 | C10 | N5 · U21 · N35 |

| N5 | F12 | C10 | N5 · U21 · N35 |

|                |     |     |                |
| \| \| \| \| \| |     |     |                |
|                |     |     |                |
| N5             | F12 | C10 | N5 · U21 · N35 |

| N5 | F12 | C10 | N5 · U21 · N35 |

|                |     |     |                |
| \| \| \| \| \| |     |     |                |
|                |     |     |                |
| N5             | F12 | C10 | N5 · U21 · N35 |

| N5 | F12 | C10 | N5 · U21 · N35 |

|                |     |     |                |
| \| \| \| \| \| |     |     |                |
|                |     |     |                |
| N5             | F12 | C10 | N5 · U21 · N35 |

| N5 | F12 | C10 | N5 · U21 · N35 |

| G5 |

| G5 |

| E1 · D44 | P11 · X1 | C10 | U6 | M17 | M17 |

| E1 · D44 | P11 · X1 | C10 | U6 | M17 | M17 |

| E1 · D44 | P11 · X1 | C10 | U6 | M17 | M17 |

| E1 · D44 | P11 · X1 | C10 | U6 | M17 | M17 |

| E1 · D44 | P11 · X1 | C10 | U6 | M17 | M17 |

| E1 · D44 | P11 · X1 | C10 | U6 | M17 | M17 |

| E1 · D44 | P11 · X1 | C10 | U6 | M17 | M17 |

| E1 · D44 | P11 · X1 | C10 | U6 | M17 | M17 |